# До-диез мажор
До-диез мажор (Cis-dur) — мажорная тональность с тоникой до-диез, имеет семь диезов при ключе. Энгармонически равна ре-бемоль мажору.

## Некоторые произведения в этой тональности
- Алькан — Этюд до-диез мажор op.35-9 "Contrapunctus" из "12 этюдов во всех мажорных тональностях", эскиз до-диез мажор op.63-44 "Транспорт", большой концертный дуэт для скрипки и фортепиано фа-диез минор op.21 - 2 часть, похоронный марш "Ад" ("L'Enfer") до-диез мажор, "Три романтических Andante" op.13-2 до-диез мажор и его же версия для фортепиано с оркестром, известная, как "Камерный концерт" op.10-3 до-диез мажор, где наблюдается необычная энгармоническая политональность, чего не было ни у одного композитора ни до, ни после Алькана - фортепианная партия изложена в до-диез мажоре, а оркестровая - в энгармонически равном ре-бемоль мажоре;
- Бах — Прелюдия и фуга до-диез мажор (bwv 848);
- Равель - "Ночной Гаспар" - "Ундина".